# エリック・フェルナー
エリック・フェルナー（Eric Fellner, CBE, 1959年10月10日 - ）は、イングランドの映画プロデューサーである。

## 人物
ワーキング・タイトル・フィルムズの経営者の一人として知られ、『フォー・ウェディング』、『デッドマン・ウォーキング』、『ファーゴ』、『ノッティングヒルの恋人』、『ユナイテッド93』、『ブリジット・ジョーンズの日記』、『アイルトン・セナ 〜音速の彼方へ』などを製作した。
『エリザベス』（1998年）、『つぐない』（2007年）、『フロスト×ニクソン』（2008年）、『レ・ミゼラブル』（2012年）でアカデミー作品賞にノミネートされた。